# 瓦爾納 (紐約州)
瓦爾納（英語：Varna）是位於美國紐約州湯普金斯縣的普查規定居民點。

## 人口
根據2020年美國人口普查的數據，瓦爾納的面積為1.87平方千米，當中陸地面積為1.85平方千米，而水域面積為0.02平方千米。當地共有人口767人，而人口密度為每平方千米410.16人。